# Água de Pau
Água de Pau (947 m n. m.) je stratovulkán v centrální části portugalského ostrova São Miguel (Azory). Je tvořen 45 000 let starou vnější kalderou o rozměrech 4 x 7 km a 15 000 let starou vnitřní kalderou s rozměry 2,5 x 4 km. Vnitřní kaldera je částečně zatopena vodami jezera Lagoa de Fogo.
Na západním a severním svahu se nacházejí početné lávové dómy (Pico Altinetes, Cerrado Novo, Cerro Queimado, Pico Barnabe, Pico da Mariana, Monte Escuro atd.), jakož i početné horké prameny pocházející z postkalderové vulkanické aktivity. Poslední větší erupce se odehrála 28. června 1563, kdy došlo k destrukci dómu Cerro Queimado a vyvrhnutí 1 mld. m3 tefry. Úplně poslední erupce se uskutečnila o rok později, kdy došlo k malé freatické explozi přímo v kaldeře Fogo.